# コネホ・バレー
コネホ・バレー（英: Conejo Valley）は、アメリカ合衆国カリフォルニア州のベンチュラ郡南東部とロサンゼルス郡北西部に跨る地域である。1542年にポルトガル人探検家フアン・ロドリゲス・カブリリョによって発見され、スペイン政府に認められた土地特許であるランチョ・エル・コネホの一部になった。スペイン語のコネホはウサギを意味し、その地域に多かったウサギ、特にデザート・コットンテイル (Sylvilagus audubonii) とブラッシュラビット (Sylvilagus bachmani) に言及したものだった。コネホ・バレーはロサンゼルス大都市圏の北西部にある。

## 地理
コネホ・バレーは東をサンフェルナンド・バレーとロサンゼルス市に接し、北はシミヒルズ、北西はラスポサスヒルズとサンタロサ・バレー、西はコネホ山（コネホヒルズとも呼ばれる）とオックスナード平原、南はサンタモニカ山脈とマリブ、南東はロサンゼルス市のウェストサイドに接しており、その先は太平洋である。高度の高い地域はサンタモニカ山脈に入っている。

## 経済
ハイテクの中でも特にバイオテクノロジー分野でアムジェンとバクスター、重機械のジェネラル・ダイナミクスおよび航空宇宙産業のロックウェル・インターナショナルなど多くのハイテク会社がこの地域で栄えている。その他にもインターネット関連企業や通信系のベライゾン・コミュニケーションズとベライゾン・ワイヤレスなど技術系の会社が多い。医療系ではウェルポイント、コンサルタントのJDパワー、自動車のフォルクスワーゲンとアウディ、コンピュータゲームのTHQ、および化粧品のジャフラ・コスメティックスなどの企業もある。コネホ・バレーは白人が多数で、ヒスパニックがそれに続く地域であるが、アジア系アメリカ人が少数でも増加しつつあり、その多くが地域の会社で働いている。

## プランテーション
1910年にジョン・エドワーズがデ・ラ・ゲラの相続人から特許土地ランチョ・エル・コネホの一部だった土地を購入した。その後、ハロルド・ジャンスとエドウィン・ジャンスがジョン・エドワーズの相続人から現在サウザンドオークス中心部となっている土地1万エーカー (40 km²) を購入した。ジャンス・コネホ・ランチと名付けられた牧場が農園に使われ、サンタスザナ山脈とシミヒルズを使ってサラブレッド馬を飼育した。1950年代から1960年代にかけて、テレビ映画『ライフルマン』、『ガンスモーク』および『ボナンザ』がジャンス・コネホで撮影された。またディズニー映画の『デビー・クロケット、ワイルドフロンティンアの王』や『ウェスト・ホー・ザ・ワゴンズ』でもロケ現場として使われた。この2本にはフェス・パーカーが主演した。

## 都市と町
- サウザンドオークス
- ウェストレイクビレッジ
- レイクシャーウッド
- アグーラヒルズ
- カラバサス
- ニューベリーパーク
- オークパーク